# Kjetil André Aamodt
Kjetil André Aamodt (Oslo, 2 de septiembre de 1971) es un deportista noruego que compitió en esquí alpino; cuatro veces campeón olímpico y cinco veces campeón mundial.

## Trayectoria
Participó en cinco Juegos Olímpicos de Invierno, entre los años 1992 y 2006, obteniendo en total ocho medallas: dos en Albertville 1992, oro en supergigante y bronce en eslalon gigante, tres en Lillehammer 1994, plata en descenso y combinada y bronce en supergigante, dos de oro en Salt Lake City 2002, en supergigante y combinada, y una de oro en Turín 2006, en supergigante.
Ganó doce medallas en el Campeonato Mundial de Esquí Alpino entre los años 1991 y 2003.
En la Copa del Mundo consiguió veintiuna victorias y 64 podios en total. Ganó la clasificación general de la Copa del Mundo en 1994.
A nivel nacional, consiguió la victoria en veintidós campeonatos de Noruega.
Fue galardonado con la Copa del Rey (Kongepokal) en 1993 y 2005. Recibió en 1993 y 2000 el Premio Skieur d’Or, en 2006 el Premio Honorífico Olímpico Fearnley y la Medalla de Oro Aftenposten y en 2007 la Medalla St. Hallvard. En la Gala Deportiva de 2007 de su país, fue nombrado «Atleta masculino del año» y recibió el Premio Honorífico.
Se retiró de la competición en 2007, a la edad de 35 años. Ese mismo año se convirtió en embajador de la Unicef.
Trabajó como comentador deportivo para la cadena NRK. Entre 2010 y 2014 tuvo su propio programa de concursos en TVNorge, Hvem kan slå Aamodt og Kjus?, junto con el esquiador Lasse Kjus.

## Palmarés internacional
| Juegos Olímpicos   | Juegos Olímpicos                   | Juegos Olímpicos  | Juegos Olímpicos |
| Año                | Lugar                              | Medalla           | Prueba           |
| ------------------ | ---------------------------------- | ----------------- | ---------------- |
| 1992               | Albertville (Francia)              | Medalla de oro    | Supergigante     |
| 1992               | Albertville (Francia)              | Medalla de bronce | Eslalon gigante  |
| 1994               | Lillehammer (Noruega)              | Medalla de plata  | Descenso         |
| 1994               | Lillehammer (Noruega)              | Medalla de plata  | Combinada        |
| 1994               | Lillehammer (Noruega)              | Medalla de bronce | Supergigante     |
| 2002               | Salt Lake City (Estados Unidos)    | Medalla de oro    | Supergigante     |
| 2002               | Salt Lake City (Estados Unidos)    | Medalla de oro    | Combinada        |
| 2006               | Turín (Italia)                     | Medalla de oro    | Supergigante     |
| Campeonato Mundial |                                    |                   |                  |
| Año                | Lugar                              | Medalla           | Prueba           |
| 1991               | Saalbach-Hinterglemm (Austria)     | Medalla de plata  | Supergigante     |
| 1993               | Morioka (Japón)                    | Medalla de oro    | Eslalon          |
| 1993               | Morioka (Japón)                    | Medalla de oro    | Eslalon gigante  |
| 1993               | Morioka (Japón)                    | Medalla de plata  | Combinada        |
| 1996               | Sierra Nevada (España)             | Medalla de bronce | Supergigante     |
| 1997               | Sestriere (Italia)                 | Medalla de oro    | Combinada        |
| 1999               | Vail/Beaver Creek (Estados Unidos) | Medalla de oro    | Combinada        |
| 1999               | Vail/Beaver Creek (Estados Unidos) | Medalla de bronce | Descenso         |
| 2001               | St. Anton (Austria)                | Medalla de oro    | Combinada        |
| 2001               | St. Anton (Austria)                | Medalla de plata  | Eslalon gigante  |
| 2003               | St. Moritz (Suiza)                 | Medalla de plata  | Descenso         |
| 2003               | St. Moritz (Suiza)                 | Medalla de bronce | Combinada        |